# Ефремов, Дмитрий Владиславович
Дми́трий Владисла́вович Ефре́мов (1 апреля 1995, Ульяновск, Россия) — российский футболист, полузащитник.

## Карьера

### Клубная
Начал заниматься футболом в 2004 году в школе ульяновской «Волги». В 2007 году продолжил футбольное образование в Академии футбола имени Юрия Коноплёва. В 2012 году был заявлен во второй дивизион тольяттинской «Академией». Дебютировал 24 апреля в матче с «Горняком» (1:1). В это время за футболистом стал наблюдать ЦСКА, а летом он был приглашён на просмотр. В декабре Дмитрий заключил контракт с «армейцами» на 4,5 года. Зимой 2013 года провёл все предсезонные сборы вместе с первой командой ЦСКА.
В официальных матчах за основной состав «красно-синих» дебютировал 9 марта в матче Премьер-лиги с «Крыльями Советов» (2:0), в котором вышел на замену вместо Зорана Тошича на 90 минуте игры. В 2014 году, накануне матчей с Австрией и Венгрией, Ефремовa включили в расширенный список кандидатов в сборную.
31 августа 2015 года Ефремов был отдан в годичную аренду в чешский «Слован» Либерец.
В начале сезона 2016/17 был арендован новичком премьер-лиги — «Оренбургом». После сезона клубы продлили арендное соглашение ещё на сезон. Затем Ефремов вернулся в ЦСКА. В январе 2020 года контракт с ЦСКА истёк. В феврале 2020 подписал контракт с екатеринбургским «Уралом».
1 сентября 2021 года подписал контракт с тольяттинским «Акроном» до конца сезона. После выступлений в ФНЛ за ульяновскую «Волгу», Ефремов заключил контракт с ивановским «Текстильщиком» из «серебряной группы» второй лиги. 13 августа полузащитник забил за новую команду в своей дебютной игре за нее в ворота липецкого «Металлурга» (1:1). 2 сентября в гостевом поединке против курского «Авангарда» полузащитник получил тяжелую травму: по словам наставника красно-черных Игоря Колыванова у футболиста диагностирован перелом ноги со смещением. Весной 2024 года, восстановившись от травмы, вернулся в состав. После окончания сезона (по результатом которого «Текстильщик» вышел в «золотую группу» второй лиги) Ефремов покинул клуб.

### В сборной
В январе 2013 года в составе юношеской сборной России, составленной из игроков 1995 года рождения, стал победителем Мемориала Гранаткина, а также был признан лучшим игроком турнира. Попал в расширенный список национальной сборной в 2015 году перед матчами с Австрией и Венгрией. Дебютировал за взрослую сборную страны за день до своего двадцатилетия в матче против Казахстана (0:0).

## Достижения

### Командные
ЦСКА (Москва)
- Чемпион России (2): 2012/13, 2013/14
- Серебряный призёр чемпионата: 2014/15
- Обладатель Кубок России по футболу: 2012/13
- Обладатель Суперкубка России (3): 2013, 2014, 2018

«Слован» (Либерец)
- Бронзовый призёр чемпионата Чехии: 2015/16

Россия (до 21)
- Победитель Мемориала Гранаткина: 2013

### Личные
- Лучший игрок Мемориала Гранаткина: 2013

## Статистика

### Клубная
| Выступление      | Выступление      | Выступление      | Лига | Лига | Кубки | Кубки | Еврокубки | Еврокубки | Итого | Итого |
| Клуб             | Лига             | Сезон            | Игры | Голы | Игры  | Голы  | Игры      | Голы      | Игры  | Голы  |
| ---------------- | ---------------- | ---------------- | ---- | ---- | ----- | ----- | --------- | --------- | ----- | ----- |
| Академия         | ПФЛ              | 2011/12          | 6    | 1    | 0     | 0     | —         | —         | 6     | 1     |
| Академия         | ПФЛ              | 2012/13          | 10   | 2    | 1     | 0     | —         | —         | 11    | 2     |
| Академия         | Итого            | Итого            | 16   | 3    | 1     | 0     | —         | —         | 17    | 3     |
| ЦСКА             | РПЛ              | 2012/13          | 3    | 0    | 1     | 0     | 0         | 0         | 4     | 0     |
| ЦСКА             | РПЛ              | 2013/14          | 7    | 0    | 2     | 0     | 0         | 0         | 9     | 0     |
| ЦСКА             | РПЛ              | 2014/15          | 10   | 0    | 4     | 0     | 5         | 0         | 19    | 0     |
| ЦСКА             | РПЛ              | 2015/16          | 1    | 0    | 0     | 0     | 0         | 0         | 1     | 0     |
| ЦСКА             | РПЛ              | 2018/19          | 14   | 0    | 2     | 0     | 3         | 0         | 19    | 0     |
| ЦСКА             | РПЛ              | 2019/20          | 2    | 0    | 0     | 0     | 0         | 0         | 2     | 0     |
| ЦСКА             | Итого            | Итого            | 37   | 0    | 9     | 0     | 8         | 0         | 54    | 0     |
| → Слован         | ЧФЛ              | 2015/16          | 16   | 0    | 3     | 0     | 5         | 1         | 24    | 1     |
| → Слован         | Итого            | Итого            | 16   | 0    | 3     | 0     | 5         | 1         | 24    | 1     |
| → Оренбург       | РПЛ              | 2016/17          | 20   | 1    | 1     | 0     | —         | —         | 21    | 1     |
| → Оренбург       | ФНЛ              | 2017/18          | 29   | 1    | 1     | 1     | —         | —         | 30    | 2     |
| → Оренбург       | Итого            | Итого            | 49   | 2    | 2     | 1     | —         | —         | 51    | 3     |
| Урал             | РПЛ              | 2019/20          | 8    | 0    | 2     | 0     | —         | —         | 10    | 0     |
| Урал             | РПЛ              | 2020/21          | 10   | 0    | 1     | 0     | —         | —         | 11    | 0     |
| Урал             | Итого            | Итого            | 18   | 0    | 3     | 0     | —         | —         | 21    | 0     |
| Крылья Советов   | ФНЛ              | 2020/21          | 4    | 1    | 1     | 0     | —         | —         | 5     | 1     |
| Крылья Советов   | Итого            | Итого            | 4    | 1    | 1     | 0     | —         | —         | 5     | 1     |
| Акрон            | ФНЛ              | 2021/22          | 16   | 3    | 0     | 0     | —         | —         | 16    | 3     |
| Акрон            | Итого            | Итого            | 16   | 3    | 0     | 0     | —         | —         | 16    | 3     |
| Волга            | Первая лига      | 2022/23          | 14   | 2    | 2     | 2     | —         | —         | 16    | 4     |
| Волга            | Итого            | Итого            | 14   | 2    | 2     | 2     | —         | —         | 16    | 4     |
| Всего за карьеру | Всего за карьеру | Всего за карьеру | 170  | 11   | 21    | 3     | 13        | 1         | 204   | 15    |

### В сборной
| N | Дата          | Оппонент  | Счёт | Соревнование      |
| - | ------------- | --------- | ---- | ----------------- |
| 1 | 31 марта 2015 | Казахстан | 0:0  | Товарищеский матч |